# Willi Herbert
Willi Herbert (* 10. Juni 1938 in Bad Homburg vor der Höhe; † 10. November 2018) war ein deutscher Fußballspieler. Als Spieler von Eintracht Frankfurt absolvierte Herbert von 1963 bis 1965 in der Fußball-Bundesliga sieben Ligaspiele.

## Karriere
Der Verteidiger Herbert begann das Fußballspielen bei der SpVgg Bad Homburg. Über den SV Bommersheim wechselte er 1958 zu Eintracht Frankfurt. Er kam aber erst in der Oberligasaison 1960/61 zu einem Einsatz in der ersten Mannschaft der Eintracht in der Fußball-Oberliga Süd. Am fünften Rundenspieltag, den 11. September 1960, bei einem 4:1-Auswärtserfolg bei Jahn Regensburg debütierte er in der Oberliga Süd. Er bildete mit Hermann Höfer das Verteidigerpaar. In den nächsten zwei Saisonen bestritt er kein Spiel in der ersten Mannschaft.
Er spielte bis 1965 bei Eintracht Frankfurt, davon die beiden ersten Jahren der neu eingeführten Bundesliga. Zu seinem ersten Einsatz in der Bundesliga kam Herbert am 12. Oktober 1963 bei einem 2:1-Heimerfolg gegen den Tabellenführer und späteren ersten Bundesligameister, 1. FC Köln. Er spielte im damaligen WM-System auf der Position des rechten Verteidigers und bekämpfte den Kölner Linksaußen Heinz Hornig. Es folgten in Serie die Spiele gegen den VfB Stuttgart (0:0), Hertha BSC (3:1), FC Schalke 04 (4:2) und die 1:4-Auswärtsniederlage beim SV Werder Bremen am 16. November 1963. Da im Weserstadion der Bremer Linksaußen Dieter Meyer sich als dreifacher Torschütze auszeichnen konnte, war die weitere Verwendung von Herbert gestoppt. Erst am letzten Spieltag, den 9. Mai 1964, lief er zum sechsten Mal in der Bundesliga wieder für die Eintracht auf. Frankfurt gewann mit 2:1 beim Karlsruher SC und Herbert hatte die überwiegenden Zweikämpfe gegen deren Linksaußen Gerhard Kentschke bestritten. Im zweiten Bundesligajahr, 1964/65, kam er lediglich am 3. April 1965, bei einem 3:3-Heimremis gegen Hannover zu einem weiteren Bundesligaeinsatz. Am 22. September 1964 hatte er einen internationalen Auftritt mit der Eintracht, er wurde bei einer 1:5-Auswärtsniederlage im Messepokal gegen den FC Kilmarnock eingesetzt. Nach insgesamt sieben Spielen in der Bundesliga wechselte er 1965 zum SV Alsenborn in die zweitklassige Fußball-Regionalliga Südwest.
Beim Aufsteiger in die Regionalliga, dem SV Alsenborn, debütierte er am Starttag der Runde 1965/66, am 14. August 1965, bei einem 5:0-Heimerfolg mit zwei Toren gegen den SV Völklingen im Team von Alsenborn-Berater Fritz Walter und Trainer Otto Render. Am Rundenende hatte er an der Seite von Lorenz Horr, Erwin Rödler und Franz Schmitt beim Erreichen des 9. Ranges 23 Ligaspiele absolviert und zehn Tore erzielt. Herbert kam bis 1967 in der Fußball-Regionalliga Südwest zu 34 Einsätzen, in denen er 13 Tore schoss. Danach ging er in das hessische Amateurlager zurück und wechselte zum FV Bad Vilbel.